# Whoops Now/What'll I Do

Whoops Now/What'll I Do est un double single de Janet Jackson tiré de l’album Janet. sorti en 1993. Le CD est un succès avec un son pop/funk et aussi de la dance qui rappelle son premier album de 1982, notamment les chansons : Young Love, Come Give Your Love To Me, Say You Do.
Le clip de Whoops Now est réalisé par Yuri Elizondo et montre Janet Jackson s'amusant en vacances avec ses amis à Anguilla.
Le clip de What'll I Do, également réalisé par Yuri Elizondo, est une performance de la chanteuse issue du Janet World Tour.